# 富士見岳
富士見岳（ふじみだけ）は、飛騨山脈（北アルプス）南部の乗鞍岳（主峰:剣ヶ峰）を構成する23ある山の一つで、標高は2,817ḿあり、その名の通り山頂からは快晴時には富士山が見える。

## 概要
乗鞍山頂畳平バスターミナル（標高2702ｍ）から徒歩で40分程度で行くことができる手軽な高山で、標高2817mの山頂からは、南に剣ヶ峰、北に槍ヶ岳、穂高連峰を望む。快晴時には富士山が見えるが、肉眼では視認しにくい。頂上への山道には夏季にはコマクサをはじめとする様々な高山植物がみられる。

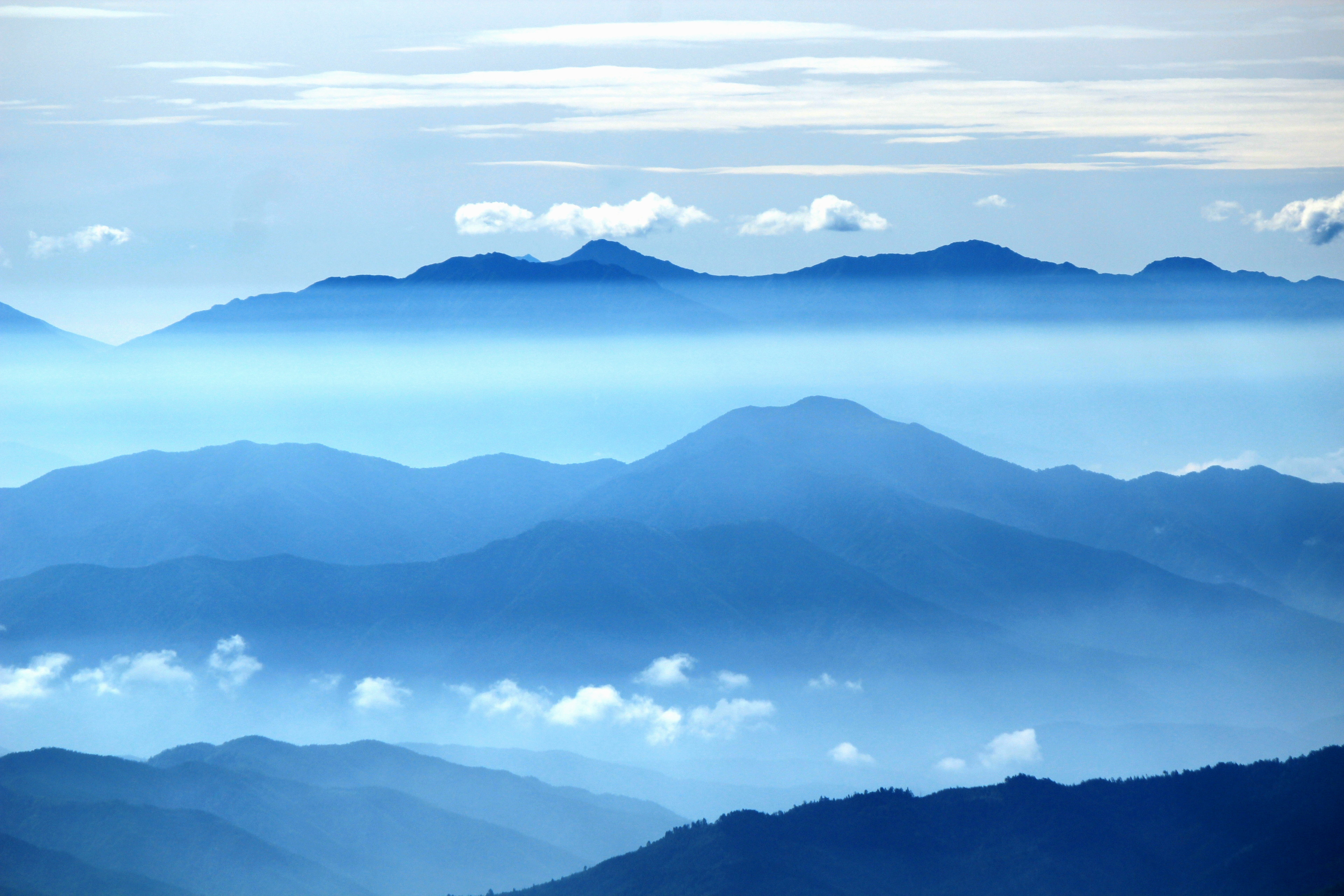
富士見岳からの展望、遠景は南アルプス（左から仙丈ヶ岳、北岳、間ノ岳）、仙丈ヶ岳と北岳の間の背後に富士山の最高点の剣ヶ峰付近のみが見られる
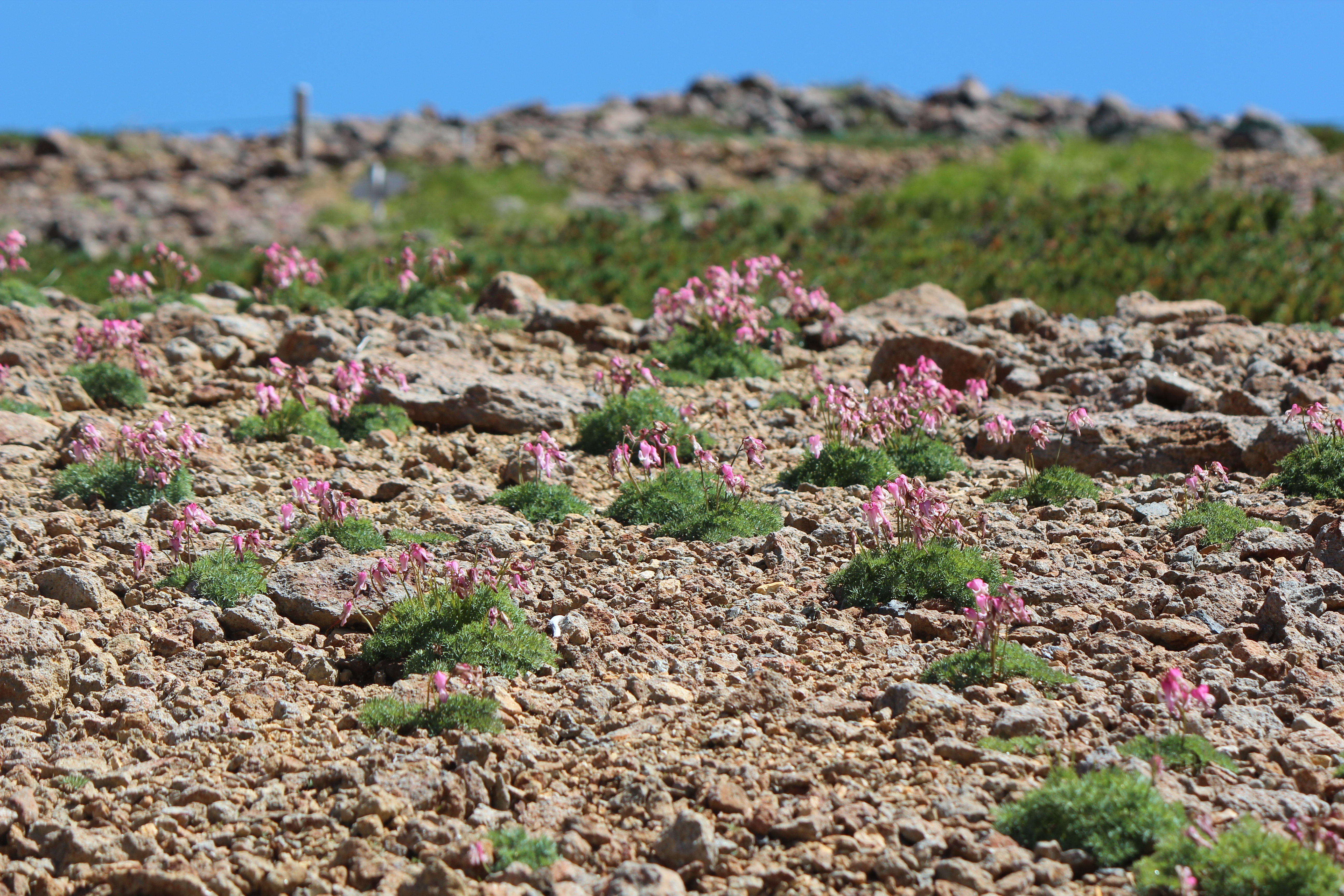
山上の高山帯に自生するコマクサの群落

## 登山
登山ルートは2つある。
- コース1

畳平から鶴ケ池を半周し、長野県・岐阜県境の標識の立つ車道付近から、砂と小石の山道を20分ほど登る。
- コース2

花畑の横を通り、主峰・剣ヶ峰を目指す道程を歩き、途中、富士見岳分岐から登る。

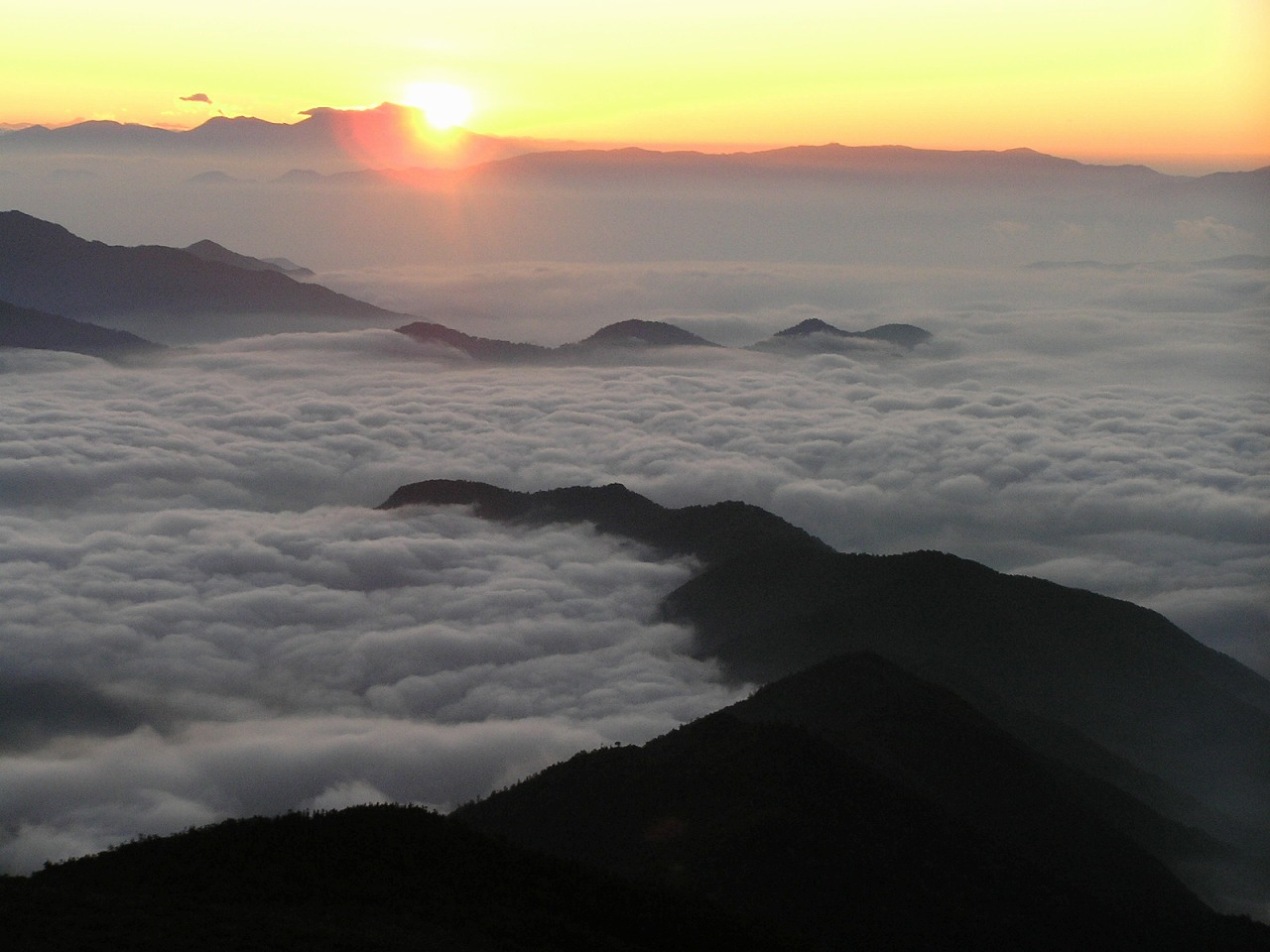
富士見岳山頂の日の出
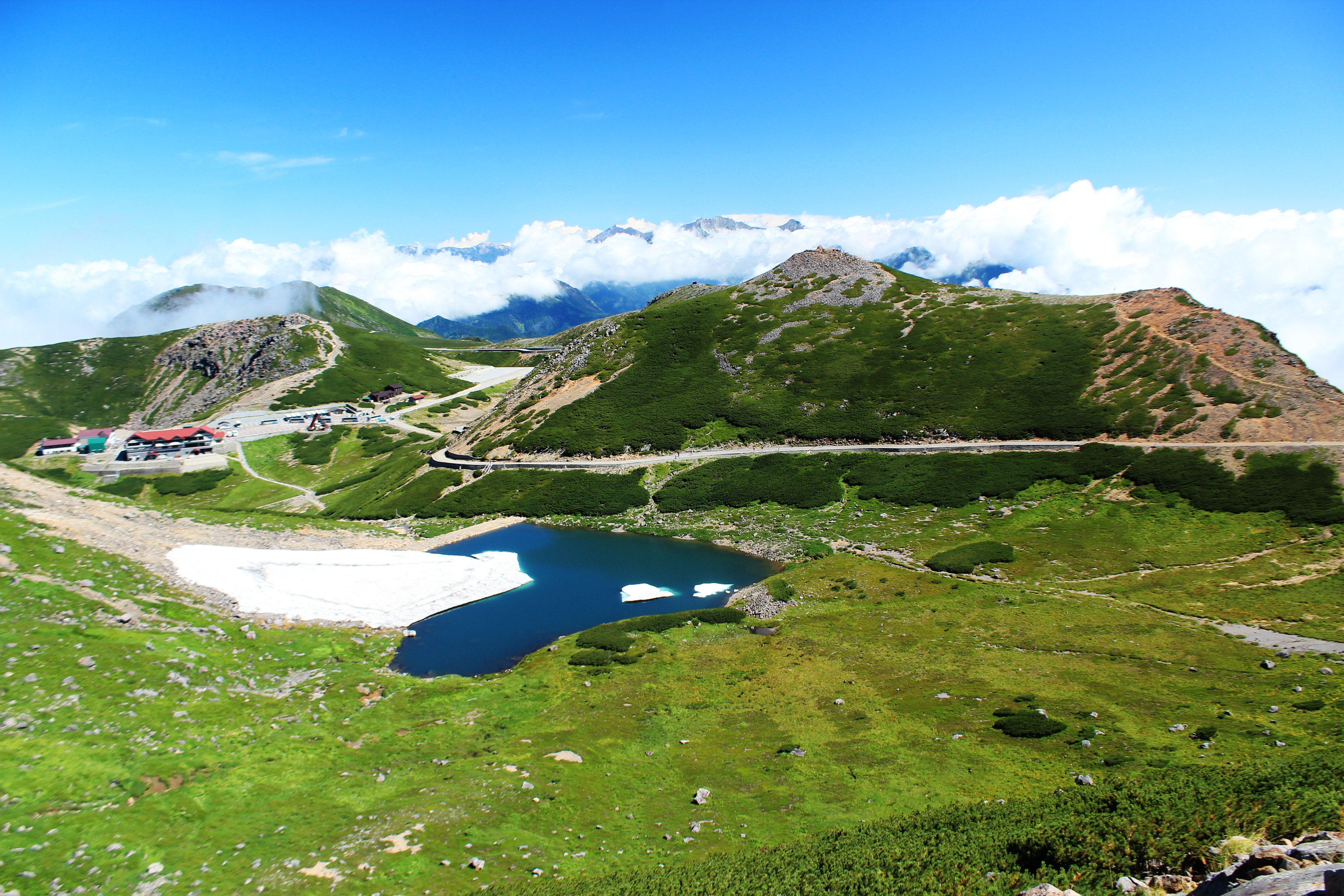
富士見岳と不消ヶ池、左奥に畳平

## 交通アクセス
鉄道
- JR高山本線高山駅下車、濃飛バス平湯・新穂高行きで1時間、ほおのき平下車。シャトルバスに乗り換え45分、乗鞍バスターミナル下車後、徒歩40分。

自動車

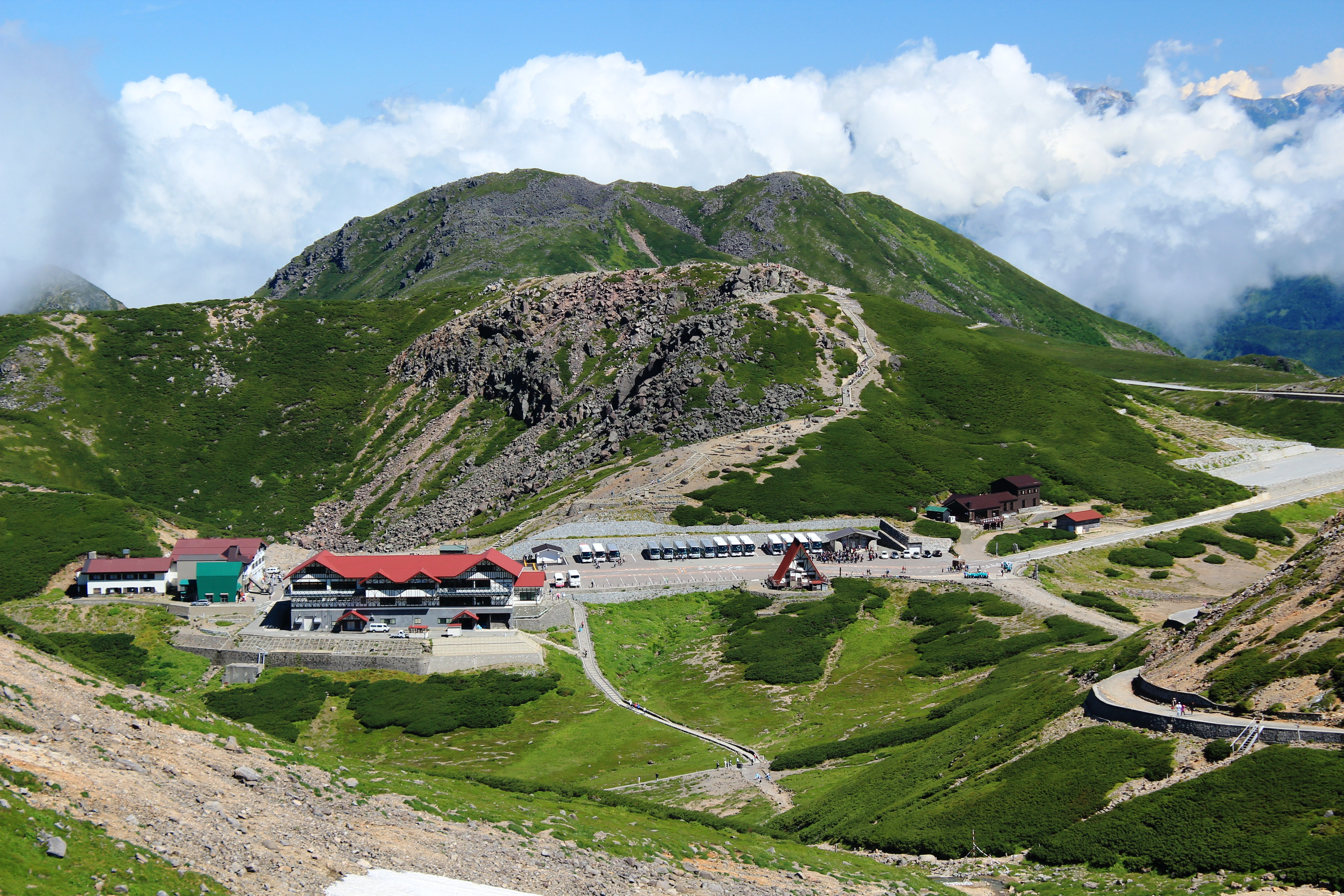
乗鞍スカイラインの終点となる畳平のバス停

- 乗鞍スカイライン(岐阜県側：平湯峠～畳平)、ほおのき木平バスターミナル、又は平湯バスターミナルからシャトルバスかタクシー。
- 乗鞍エコーライン(長野県側：三本滝～畳平)、乗鞍観光センターよりシャトルバス、またはタクシー。

※2003年（平成15年度）より乗鞍岳は全シーズン、マイカー規制が行われている。乗鞍山頂畳平は、シャトルバスかタクシーのみ乗り入れができる。
※シャトルバス運行時間:3時30分～17時(5、6、10月は7時～)
※冬期閉鎖(11月1日～5月14日)。